# Egyō
Egyō (恵慶; fl. X secolo) è stato un poeta giapponese waka e monaco buddista del medio periodo Heian.
Il suo nome è incluso negli elenchi antologici del Chūko Sanjūrokkasen e dell'Ogura Hyakunin Isshu. È anche conosciuto con il titolo di Egyō Hōshi (恵慶法師).

## Biografia
La sua genealogia e la sua vita sono quasi sconosciute, ma molto probabilmente fiorì nell'era Kanna (985-987). Era un istruttore del Tempio provinciale Kokubun-ji di Harima.
Intorno al 962 iniziò a partecipare agli utaawase (concorso di poesia) e c'è un documento che dice che partecipò con l'imperatore Kazan al suo viaggio nella regione di Kumano nel 986.

## Opera poetica
Cinquantasei sue poesie furono incluse in antologie imperiali dallo Shūi Wakashū in poi.
Insieme ad Anpō (安法), era una figura centrale del circolo poetico Kawara-no-in (河原院) del suo tempo, ed era in buoni rapporti con i poeti Ōnakatomi no Yoshinobu, Ki no Tokifumi e Taira no Kanemori.
La seguente poesia di lui è stata inclusa come n° 47 nell'Ogura Hyakunin Isshu di Fujiwara no Teika:
(Hyakunin Isshu  n° 47)
Lasciò anche una collezione privata, la Egyō-hōshi-shū (恵慶法師集).

## Religione
Si suppone che abbia pronunciato sermoni sui sutra buddisti al Kokubun-ji nella provincia di Harima.